# Starpeace
 Starpeace ist das achte Solo-Studioalbum von Yoko Ono. Gleichzeitig ist es einschließlich der drei Avantgarde-Alben sowie Some Time in New York City, Double Fantasy und Milk and Honey mit ihrem Ehemann John Lennon und des Live-Albums der Plastic Ono Band das insgesamt sechzehnte Album Yoko Onos. Es wurde am 22. November 1985 in Großbritannien und am 18. November 1985 in den USA veröffentlicht.

## Entstehungsgeschichte
Starpeace war das dritte Album von Yoko Ono nach dem Tod von John Lennon. Der Titel des Albums Starpeace steht im Gegensatz zu den Plänen des damaligen Präsidenten der USA Ronald Reagan, der eine Strategische Verteidigungsinitiative, die Strategic Defense Initiative förderte, die umgangssprachlich Star Wars genannt wurde. Somit nahm Yoko Ono das Friedensthema, das sie mit John Lennon im Jahr 1969 begann, wieder auf. 
Laut Begleittext der Onobox schreibt Yoko Ono, dass einige Leute ihr davon abrieten, dieses Album zu machen, da die Zeit dafür nicht richtig sei. Ono war aber der Meinung, dass die Zeit genau richtig sei, obwohl es in den USA und Europa eine Anti-Friedens-Stimmung gegeben hatte.
Durch die Verpflichtung des Produzenten Bill Laswell sollte das Album musikalisch zeitgemäßer klingen, so wurden damalige prominente Studiomusiker engagiert und Yoko Onos Gesang wurde durch Hintergrundsänger oft deutlich verstärkt. Insgesamt hat das Album, trotz der aufgeworfenen Themen, eine positive Grundstimmung. Die Aufnahmen erfolgten im Jahr 1985, wahrscheinlich im Sommer, eine genauere Datierung wurde nicht dokumentiert.
Am 27. Februar 1986 trat Yoko Ono in der deutschen Fernsehsendung Mensch Meier auf und interpretierte mit ihrer Begleitband die Lieder Hell in Paradise und Give Peace a Chance.
Da das Album und auch die anschließende Tournee kommerziell erfolglos waren, beschloss Yoko Ono sich aus dem Musikgeschäft zurückzuziehen und den Plattenvertrag mit Polydor nicht zu verlängern. Ihr nächstes neues Studioalbum Rising wurde erst im Dezember 1995 (USA) / Januar 1996 (Europa) veröffentlicht. Lediglich im Jahr 1990 erschien in Japan eine Kompilations-CD-EP mit dem Titel Happy Birthday, John, auf der sich drei Versionen einer Neuinterpretation von Yoko Ono des John-Lennon-Liedes Love ’90, befinden.

## Cover
Die Covergestaltung erfolgte von Yoko Ono sowie Bill Levy und George Corsillo. Das Coverfoto stammt von Francesco Scavullo. Die Computergrafik stammt von Maureen Nappi/VCA Teletronics.

## Titelliste
Alle Titel des Albums wurden von Yoko Ono komponiert.
- Seite 1

1. Hell in Paradise – 3:27
2. I Love All of Me – 3:53
3. Children Power – 2:15
4. Rainbow Revelation – 3:21
5. The King of the Zoo – 3:01
6. Remember Raven – 2:49

- Seite 2

1. Cape Clear – 5:08
2. Sky People – 3:37
3. You and I – 2:50
4. It’s Gonna Rain (Living on Tiptoe) – 4:00
5. Starpeace – 3:14
6. I Love You, Earth – 2:45

- CD-Bonustitel

1. Imagine (John Lennon) – 4:44

## Wiederveröffentlichung
Die Erstveröffentlichung im CD-Format erfolgte von Rykodisc Records am 8. September 1997 und beinhaltet ein zusätzliches Lied, eine Liveaufnahme des John-Lennon-Titels Imagine, das während der Yoko-Ono-Tournee am 14. März 1986 in Budapest aufgenommen wurde. Das Album Starpeace wurde im Jahr 1997 von Yoko Ono und Rob Stevens neu abgemischt und von George Marino und Rob Stevens in den Sterling Sound Studios neu remastert.

## Single-Auskopplungen

### Hell in Paradise
Als erste Single wurde Hell in Paradise / Hell in Paradise (Instrumental) in den USA am 13. Oktober 1985 dem Album ausgekoppelt. Die US-amerikanische 12″-Vinyl-Single enthält folgende Lieder: Hell in Paradise (Club Version) / Hell in Paradise (Dub Version) / Hell in Paradise (Single Version). In Deutschland und Großbritannien wurde die Single nicht veröffentlicht.

### Cape Clear
In den USA erschien im Dezember des Jahres 1985 die 12″-Vinyl-Single Cape Clear (Vocal Remix) / Cape Clear (Instrumental Remix) /  Walking on Thin Ice (Re-Edit). Die neue Abmischung von Walking on Thin Ice (Re-Edit) erfolgte von Joseph Watt. In Großbritannien und Deutschland wurde die Single nicht veröffentlicht.

## Chartplatzierungen
Das Album, wie auch die beiden Singleauskopplungen, konnten sich nicht in den offiziellen Hitparaden platzieren.

## Tournee
Yoko Ono und John Lennon planten ursprünglich im Jahr 1981 auf Tournee zu gehen, fünf Jahre später realisierte Yoko Ono die Tournee alleine. Die Begleitband bestand aus: Phil Ashley (Keyboards), Bernie Gramm (Schlagzeug), Leigh Foxx (Bass), Mark Rivers (Gitarre) und Jimmy Rip (Gitarre). Die Tournee war insgesamt nicht erfolgreich, da viele Konzerte schlecht besucht wurden.
Europa-Tournee
- 28. Februar 1986: Brüssel, Belgien
- 1. März 1986: Congresgebouw, Den Haag, Niederlande
- 2. März 1986: Berlin, Deutschland
- 4. März 1986: Warschau, Polen
- 6. März 1986: München, Deutschland
- 7. März 1986: Frankfurt am Main, Deutschland
- 9. März 1986: Stuttgart, Deutschland
- 10. März 1986: Stockholm, Schweden
- 11. März 1986: Kopenhagen, Dänemark
- 12. März 1986: Musikhalle, Hamburg, Deutschland
- 14. März 1986: Budapest, Ungarn
- 16. März 1986: Großer Konzerthaussaal, Wien, Österreich
- 18. März 1986: Ljubljana, Jugoslawien
- 21. März 1986: Wembley Conference Centre, London, Großbritannien

Nordamerika-Tournee
- 15. Mai 1986: The Warfield, San Francisco
- 16. Mai 1986: Beverly Theatre, Los Angeles
- 20. Mai 1986: Forum de Montréal, Montreal, Kanada
- 22. Mai 1986: Beacon Theatre, New York City

Die Setliste war wie folgt:
1. Midsummer New York
2. Give Me Something
3. Kiss Kiss Kiss
4. It Happened
5. Walking on Thin Ice
6. Death of Samantha
7. Goodbye Sadness
8. Never Say Goodbye
9. Hell in Paradise
10. Sky People
11. Starpeace
12. I Love All of Me
13. I See Rainbows
14. Dream Love
15. Now or Never
16. Imagine (Zugabe)
17. Give Peace a Chance (Zugabe)